# Rue Mignon
La rue Mignon est une voie située dans le quartier de la Monnaie du 6e arrondissement de Paris, en France.

## Situation et accès
La rue Mignon est desservie par les lignes 4 à la station Odéon et 10 à la station Cluny - La Sorbonne.

## Origine du nom
Elle fait référence au collège Mignon qui y était en 1343 et qui portait lui-même le nom de son créateur Jean Mignon,.

## Historique
Cette très ancienne voie de Paris a été ouverte en 1179 sous le nom de « rue des Petits-Champs », puis elle est devenue la « rue de la Semelle », puis la « rue Mignon ».
Dans Le Dit des rues de Paris de Guillot de Paris, daté des années 1280-1300, elle est citée sous la forme « rue du Champ-Petit ».